# Траурницы
Траурницы или печальницы (лат. Anthrax), — род двукрылых из семейства жужжал. Так могут называть и мух родов Hemipenthes и Exoprosopa. Известно около 300 видов траурниц, на территории бывшего СССР — около 100 видов, в основном в Средней Азии и Закавказье. В ископаемом состоянии известны из доминиканского янтаря.

## Описание

### Внешний вид
Длина тела 0,3—2 см. Крылья тёмные (чёрные или зачернённые), со светлыми пятнами у вершины, иногда прозрачные. Туловище чёрное с белыми чешуйками на брюшке и пучками белых волос на груди.

### Питание и образ жизни
Взрослые насекомые обычно хищничают, но могут кормиться и на цветках. Личинки являются паразитами гусениц и куколок бабочек, яиц саранчовых, а также паразитов этих насекомых (сверхпаразитизм).

### Распространение и места обитания
Траурницы обитают в основном в степях и пустынях. В лесах они водятся на открытых местах, активны при солнечной погоде. Встречаются возле скал, глинистых откосов и стен старых построек.

## Виды
Это неполный список видов:
- Anthrax aethiops (Fabricius 1781)
- Anthrax alruqibi El-Hawagry, 2013[6]
- Anthrax analis Say, 1823
- Anthrax anthrax (Schrank 1781)
- Anthrax argentatus (Cole, 1919)
- Anthrax artemesia Marston, 1963
- Anthrax atriplex Marston, 1970
- Anthrax aureosquamosus Marston, 1963
- Anthrax binotatus Wiedemann in Meigen 1820
- Anthrax bowdeni Báez 1983
- Anthrax cascadensis Marston, 1963
- Anthrax cathetodaithmos Marston, 1970
- Anthrax chaparralus Marston, 1963
- Anthrax chionostigma Tsacas 1962
- Anthrax cintalapa Cole, 1957
- Anthrax columbiensis Marston, 1963
- Anthrax cybele (Coquillett, 1894)
- Anthrax dentata Becker 1907
- Anthrax distigma Wiedemann
- Anthrax francoisi Evenhuis & Greathead 1999
- Anthrax gideon Fabricius, 1805
- Anthrax giselae François 1966
- Anthrax greatheadi El-Hawagry 1998
- Anthrax innublipennis Marston, 1970
- Anthrax johanni Zaitzev 1997
- Anthrax koebelei Marston, 1970
- Anthrax larrea Marston, 1963
- Anthrax laticellus Marston, 1970
- Anthrax melanopogon (Becker, 1892)
- Anthrax moursyi El-Hawagry 1998
- Anthrax nidicola Cole, 1952
- Anthrax nigriventris Marston, 1970
- Anthrax nitidus Marston, 1970
- Anthrax oedipus Fabricius, 1805
- Anthrax painteri Marston, 1970
- Anthrax pauper (Loew, 1869)
- Anthrax pelopeius François 1966
- Anthrax picea Marston, 1963
- Anthrax pilosulus Strobl 1902
- Anthrax plesius (Curran, 1927)
- Anthrax pluricellus Williston, 1901
- Anthrax pluto Wiedemann, 1828
- Anthrax punctulatus Macquart 1835
- Anthrax seriepinctatus (Osten Sacken, 1886)
- Anthrax slossonae (Johnson, 1913)
- Anthrax snowi Marston, 1970
- Anthrax stellans (Loew, 1869)
- Anthrax sticticus Klug 1832
- Anthrax striatipennis Marston, 1970
- Anthrax trifasciatus Meigen 1804
- Anthrax vallicola Marston, 1963
- Anthrax varius Fabricius 1794
- Anthrax virgo Egger 1859
- Anthrax zohrayensis El-Hawagry 2002
- Anthrax zonabriphagus (Portchinsky 1895